# Верхнематрёнский сельсовет
Верхнематрёнский сельсовет — сельское поселение в Добринском районе Липецкой области Российской Федерации.
Административный центр — село Верхняя Матрёнка.

## История
Статус и границы сельского поселения установлены Законом Липецкой области от 23 сентября 2004 года № 126-ОЗ «Об установлении границ муниципальных образований Липецкой области»

## Население
| 2010  | 2012  | 2013  | 2014  | 2015  | 2016  | 2017  |
| ----- | ----- | ----- | ----- | ----- | ----- | ----- |
| 1371  | ↘1331 | ↘1289 | ↗1291 | ↘1253 | ↘1215 | ↘1213 |
| 2018  | 2021  |       |       |       |       |       |
| ↘1199 | ↘1162 |       |       |       |       |       |

## Состав сельского поселения
| № | Населённый пункт | Тип населённого пункта       | Население |
| - | ---------------- | ---------------------------- | --------- |
| 1 | Березовка        | деревня                      | 35        |
| 2 | Верхняя Матрёнка | село, административный центр | 921       |
| 3 | Воля             | деревня                      | 6         |
| 4 | Ландышевка       | деревня                      | 44        |
| 5 | Малая Матрёнка   | деревня                      | 97        |
| 6 | Новая            | деревня                      | 50        |
| 7 | Плоская Вершина  | деревня                      | 54        |
| 8 | Приозёрное       | село                         | 164       |